# 赵冬梅 (1967年)
赵冬梅（1967年8月—），女，傣族，云南省盈江县人，中华人民共和国云南省政治人物。

## 生平
赵冬梅毕业于云南民族学院德宏傣语专业，进入盈江县侨联工作，于1993年4月，加入中国共产党。后历任莲花山乡乡长、平原镇镇长、盈江县副县长等职务。2014年12月调任中共芒市委副书记。2015年2月1日，芒市第二届人民代表大会第三次会议选举赵冬梅为芒市人民政府市长。2016年5月，出任中共芒市委书记。2020年6月，卸任中共芒市委书记职务，出任中共德宏州委常委、宣传部部长。